# Море и его жизнь
Море и его жизнь — российский журнал (издавался с октября 1901 по 1917 год), посвященный, главным образом, вопросам торгового мореплавания и морского образования. В период русско-японской войны, с повышением интереса к морским вопросам, журнал стал выходить еженедельно, уделяя большое внимание военно-морскому делу. В этот период имел около 1 500 подписчиков. В 1906—07 годах он принял название «Море» и стал выходить книгами малого формата; падение интереса к флоту после войны и недостаток средств очень сократили издание, которое с 1907 года выходит в виде ежегодных сборников. Оставаясь частным органом редактора-издателя H. H. Беклемишева, журнал и сборники имели все время тесную связь с Лигой обновления флота и с Комитетом морских экскурсий.
Журнал также активно освещал вопросы, связанные с масонством.